# ぶぶ漬けどうどす
『ぶぶ漬けどうどす』（ぶぶづけどうどす）は、2025年6月6日に公開された日本映画。監督は冨永昌敬、主演は深川麻衣。
京都を愛するあまり、東京から京都の老舗扇子店に嫁いできた女性・まどかが町の一番の理解者になろうとして、思いがけず大騒動を引き起こしてしまう姿を描くシニカルコメディ。
タイトルの「ぶぶ漬け」は、お茶漬けのことで、「ぶぶ漬けどうどす?」とは「そろそろお帰りください」というあいさつで、本気にとれば笑い物になるというのが京都のぶぶ漬け伝説。

## キャスト

### 主要人物
澁澤まどか（しぶさわ まどか）
演 - 深川麻衣
フリーライター。京都の歴史や街並みをこよなく愛し、東京から京都の老舗扇子店「澁澤扇舗」に嫁いでくる。
漫画家の安西と組んでコミックエッセイ「京都老舗赤裸々レポート」を作成･配信している。
安西莉子（あんざい りこ）
演 - 小野寺ずる
漫画家。まどかの仕事仲間。「京都老舗赤裸々レポート」の作画担当。
澁澤環（しぶさわ たまき）
演 - 室井滋
真理央の母。まどかの義母。450年続く老舗扇子店「澁澤扇舗」の13代目女将。
竹田梓（たけだ あずさ）
演 - 片岡礼子
京都の老舗料亭「おたけ」の女将。まどかに時々電話で聞かれ、京都の「本音と建前」をアドバイスしている。

### まどかの家族・関係者
澁澤真理央（しぶさわ まりお）
演 - 大友律
まどかの夫。「澁澤扇舗」の長男で14代目。東京で会社勤めをしている。
澁澤達雄（しぶさわ たつお）
演 - 松尾貴史
環の夫。「澁澤扇舗」の13代目。まどかの義父。
中村航（なかむら わたる）
演 - 若葉竜也
京都美術大学教授。「京都老舗赤裸々レポート」の熱心なファン。
上田太郎（うえだ たろう）
演 - 豊原功補
京都の不動産会社の社長。実は生粋の江戸っ子。

### 洛中女将さん会
毎月2日に澁澤扇舗で集まる。名称はまどかが勝手に名付けたもの。
江田千恵美
演 - 山下知子
築100年の銭湯をリフォームしたカフェの店長。
松原伽耶子
演 - 森レイ子
京菓子「松原」の8代目女将。
田中美園
演 - 幸野紘子
洛中の店の女将。
舟木貴和
演 - 守屋えみ
代々京都在住の女将。

### その他（役名不詳）
- 尾本貴史[3]、遠藤隆太[3]

## スタッフ
- 監督 - 冨永昌敬
- 企画・脚本 - アサダアツシ[5][6]
- 音楽 - 高良久美子、芳垣安洋[5][6]
- 製作 - 清水伸司、太田和宏、勝股英夫、小林栄太朗、佐藤央[6]
- 企画・プロデュース - 福嶋更一郎[5][6]
- エグゼクティブ・プロデューサー - 松岡雄浩、赤須恵祐[5][6]
- プロデューサー - 石川真吾、横山蘭平[5][6]
- アソシエイト・プロデューサー - 三好保洋[5][6]
- ライン・プロデューサー - 柄本かのこ[5][6]
- 協力プロデューサー - 荒木孝眞[5][6]
- 撮影 - 蔦井孝洋[5][6]
- 照明 - 石田健司[5][6]
- 録音 - 山本タカアキ[5][6]
- 美術 - 福島奈央花[5][6]
- 装飾 - 遠藤善人[5][6]
- 助監督 - 中薗大雅[5][6]
- 制作担当 - 福島伸司[5][6]
- スタイリスト - 小磯和代[5][6]
- ヘアメイクデザイン - 西村佳苗子[5][6]
- 編集 - 堀切基和[5][6]
- 宣伝プロデューサー - 山根匡子[6]
- 制作プロダクション - さざなみ[6]
- 制作・配給 - 東京テアトル[5][6]
- 製作幹事 - メ〜テレ、東京テアトル[6]
- 製作 -「ぶぶ漬けどうどす」製作委員会（メ〜テレ、東京テアトル、エイベックス・ピクチャーズ、テンカラット、ワンダーストラック）[6]